# 坂本貞次
坂本 貞次（さかもと さだつぐ）は、戦国時代から安土桃山時代にかけての武将。甲斐武田氏に仕え、その滅亡後に徳川家康に仕えた。

## 生涯
『寛政重修諸家譜』が載せる家伝によれば、坂本氏は佐竹氏の支族（常陸源氏）であるといい、家紋も常陸源氏ゆかりの「開き扇」を用いている。佐竹貞義の子・小瀬義春の子孫というが、『寛政譜』収録の系譜は貞次の父の坂本貞重から始まっている。
貞次の父の坂本宮内貞重は甲斐武田氏の武田信虎・武田信玄に仕えた。貞次も武田信玄・武田勝頼に仕え、駿河国田中城の守備に当たっていたという。天正10年（1582年）に武田家が滅亡すると、貞次は息子の貞吉とともに召し出され、徳川家康に仕えた。貞次は田中城二の丸の守備に当たるとともに、駿河国山西地方（現在の静岡県焼津市などの地域）の代官を務めた。
天正12年（1584年）、小牧長久手の戦いを前に、方ノ上・大覚寺・八楠・越後島・策牛・関方の6郷村（現在の静岡県焼津市域）に宛てた、駒井勝盛と連署の書状を出している。この文書は、手薄になった駿河の守備のため、15歳から60歳までの百姓衆に武器を持たせて動員することを働きかけるもので、家康による郷村に対する「動員令」を示す貴重な史料とされ、焼津市指定文化財に指定されている。
天正18年（1590年）、徳川家康が関東に入部すると、貞次は相模国高座郡で370石余の知行地を与えられ、相模国大住郡波多野（現在の秦野市付近）の代官職を務めた。
文禄元年（1593年）、76歳で没。